# 鋼炎のソレイユ -ChaosRegion-
『鋼炎のソレイユ -ChaosRegion-』（ごうえんのソレイユ -カオス リージョン-）はSkyFishより発売されたアダルトゲームソフトである。同作品は『白銀のソレイユ -Successor of Wyrd<<運命の継承者>>-』の続編である。ゲームの形式としては、カードバトル+アドベンチャーゲームとなっている。

## ストーリー
主人公は現代に生きている男性だが、突然事件に巻き込まれる形で、異世界へと飛ばされてしまう。異世界で気がつくと女性の肉体になっていて、突然主人公を危機が襲う。主人公の運命は?主人公は自分の肉体を取り戻せるのか?

## 主な登場キャラクター
六式 桜火（ろくしき おうか）
声：風音
162cm/50kg/89-60-88
メインヒロインの一人で、炎の戦乙女。元は人間だったがある事件の際に精霊と融合。人間だった心が残っている。
七式 麟（ななしき りん）
声：青葉りんご
145cm/38kg/74-55-77
メインヒロインの一人で、鋼の戦乙女。精霊庁によって作られた精霊で、元は神獣の麒麟。
蒼龍 流（そうりゅう ながれ）
声：民安ともえ
159cm/49kg/81-58-84
主人公。過去において妹の存在以外の記憶を失って寺に捨てられていた。異世界へ連れ去られた際、身体を妹のものと入れ替えられてしまう。その後精霊庁の長官、無限に拾われ、精霊庁の一員として行動する。
猫沼 音子（ねこぬま ねね）
声：宮沢ゆあな
160cm/48kg/85-59-87
サブヒロインの一人。精霊庁所属のエージェントだが、能力の中心は遠視であり、直接戦闘に参加することはほとんどない。親分風を吹かせることが多い。
犬羽 瑠琉（いぬう るる）
声：草柳順子
169cm/59kg/99-66-94
サブヒロインの一人。神職の家柄に生まれたお嬢様。能力の中心はテレパシー。家庭的な性格で、主人公には献身的に接する。
グリムゲルデ
声：中家志穂
153cm/45kg/81-58-83
サブヒロインの一人。現実世界に現れたヴァルハラを守護する戦乙女。
ヘルムヴィーゲ
声：水純なな歩
155cm/300kg（鎧込み）/98-75-108（鎧込み）
サブヒロインの一人。グリムゲルデと同様、ヴァルハラを守護する戦乙女。
朱凰 無限（すおう むげん）
声：藤森ゆき奈
139cm/36kg/71-51-74
精霊庁長官。容姿は若いが、狡猾。

## カードバトル
このゲームの中核の1つはカードバトルであり、カード収集であるが、カードバトルはゲーム中においてスキップすることも可能。カードはユニットカードとサポートカード、（両者兼用カード）に分かれていて、相手の（兼用カードを含む）ユニットカードを全部失わせると勝利/敗北となるシステムになっている。ゲーム中カードを取得するイベントがいくつかあり、カードを取得することで主人公は戦闘に強くなる。

## スタッフ
- 監督：ひろもりさかな
- 原画：蔓木鋼音/さえき北都
- シナリオ：素浪人/巳無月/弘森魚/神楽坂ナオ